# André Galle

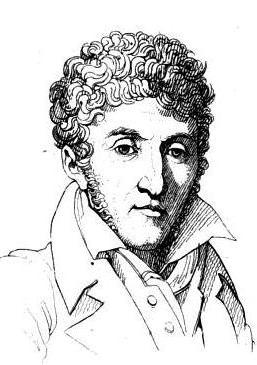
Porträt nach Vauthier

André Galle (* 15. Mai 1761 in Saint-Étienne; † 23. Dezember 1844 in Paris) war ein französischer Medailleur.

## Leben und Wirken
André Galle war der Sohn des in Lyon ansässigen Stempelschneiders und Petschaftstechers Barthélemy Galle. Seine Lehre absolvierte er bei einem Knopffabrikanten, flüchtete aber mit 15 Jahren nach Paris. Dort ließ er sich als Soldat anwerben, bevor er dann zu seinem Vater nach Lyon zurückkehrte und sein Gehilfe wurde. Nach dem Tod seines Vaters zog er nach Paris und stellte 1792 seine erste Medaille La Liberté her. Der Wohlfahrtsausschuss beauftragte ihn daraufhin mit der Erinnerungsmedaille Le peuple français terrassant les abus, die als Motiv einen Hydra bekämpfenden Herkules zeigte. Die Medaille machte ihn berühmt und brachte ihm viele weitere Aufträge ein, die er auch dank der Unterstützung von Augustin Dupré erhielt. Um seine Modellierung weiter zu verbessern studierte er bei Chaudet. Eine seiner besten Arbeiten war die Erinnerungsmedaille zur Eroberung von Ägypten, mit der er 1799 betraut wurde. Von 1806 bis 1839 ließ er regelmäßig im Pariser Salon Porträtmedaillen berühmter Persönlichkeiten und Erinnerungsmedaillen zeitgenössischer Ereignisse der napoleonischen Ära ausstellen, weshalb er auch als „Bronzehistoriker des Konsulats und des Kaiserreiches“ bezeichnet wurde.